# Framingham
Framingham (wymowaⓘ) – miejscowość w hrabstwie Middlesex, w Massachusetts, Stany Zjednoczone.
W mieście rozwinął się przemysł samochodowy, poligraficzny, gumowy oraz elektroniczny.

## Demografia
3,2% mieszkańców deklaruje pochodzenia polskie.

## Miasta partnerskie
- Łomonosow, Rosja
- Governador Valadares, Brazylia